# Partido da Causa Operária
Partido da Causa Operária (PCO) é um partido político brasileiro de extrema-esquerda, historicamente, trotskista. Suas cores são o vermelho e o amarelo e seu número eleitoral é o 29. Foi fundado em 1995 por dissidentes da Causa Operária (CO) filiados ao Partido dos Trabalhadores (PT), e seu presidente é desde então o jornalista Rui Costa Pimenta.
No movimento sindical, o Partido da Causa Operária milita na Central Única dos Trabalhadores (CUT). No seu símbolo constam três heráldicas socialistas: a foice e o martelo, que representam a classe trabalhadora (o trabalho agrícola e o trabalho industrial, respectivamente), e a engrenagem. O partido possui um jornal diário digital (Diário Causa Operária), um jornal impresso semanal (Jornal Causa Operária) e um canal no YouTube (Causa Operária TV). Em novembro de 2024, o partido possuía 7.051 filiados.
O Partido da Causa Operária é notório por posições que vão na direção contrária daquelas tomadas por partidos, tanto de esquerda como de extrema-esquerda. A organização posicionou-se em defesa do técnico Cuca, condenado por estupro na Suíça, além dos professores Silvio Almeida e Allison Mascharo, acusados de assédio e estupro, respectivamente.

## História

### Causa Operária
Em 1979 foi fundada a Causa Operária (CO), uma organização de esquerda marxista, de orientação trotskista, atuante no Brasil entre os anos 1980 e 1990, dando origem posteriormente ao Partido da Causa Operária. Surgiu a partir de dissidência da então clandestina Organização Socialista Internacionalista (OSI), ligada ao dirigente trotskista francês Pierre Lambert, com o nome de Tendência Trotskista do Brasil, como uma organização de esquerda marxista, de orientação trotskista.
O motivo da separação envolve leituras divergentes em relação à situação argentina no âmbito da IV Internacional liderada pelo francês Pierre Lambert, em que se referenciava a OSI. Inicialmente denominada Organização Quarta Internacional, posteriormente o grupo passou a ser reconhecido pela denominação de seu jornal porta-voz (então mensal), Causa Operária, publicado desde junho de 1979.

### Expulsão do Partido dos Trabalhadores e fundação do Partido da Causa Operária
Em 1992, após sua expulsão do Partido dos Trabalhadores (PT), o Partido da Causa Operária integrou-se à Frente Revolucionária, composta principalmente pela Convergência Socialista, e que resultou na fundação do Partido Socialista dos Trabalhadores Unificado (PSTU).
Vetada na Frente antes da formação do Partido Socialista dos Trabalhadores Unificado (PSTU), os militantes da corrente Causa Operária reorganizaram-se como partido político legal a partir de 1995, mudando seu nome para Partido da Causa Operária para marcar a continuidade organizativa, política e ideológica. O Partido da Causa Operária obteve seu registro definitivo em 30 de novembro de 1997, tendo o número 29 como código eleitoral.
O Partido da Causa Operária começou a participar das eleições em 1996, quando lançou alguns candidatos às eleições municipais. Nas eleições de 1998, o partido lançou candidatos a governos estaduais e senadores em São Paulo, Minas Gerais, Rio de Janeiro, Distrito Federal, Paraíba e Rio Grande do Sul.
Em 2002, o Partido da Causa Operária lançou Rui Costa Pimenta como candidato à Presidência da República, tendo obtido 38.619 votos (0,05%).
Em 2004, no município amazonense de Benjamin Constant, o PCO elegeu seu primeiro e único vereador no país até hoje: João Vieira da Silva recebeu 635 votos e compôs uma coligação com PSC, PPS e PRP.
Em 2006, foi novamente candidato, mas o Tribunal Superior Eleitoral (TSE) indeferiu o pedido de registro da candidatura alegando erro na prestação de contas relativa à campanha presidencial das eleições de 2002. Em protesto, o partido começou a usar sua parcela do horário político para protestar contra o TSE e incentivar a população a fazer o mesmo.

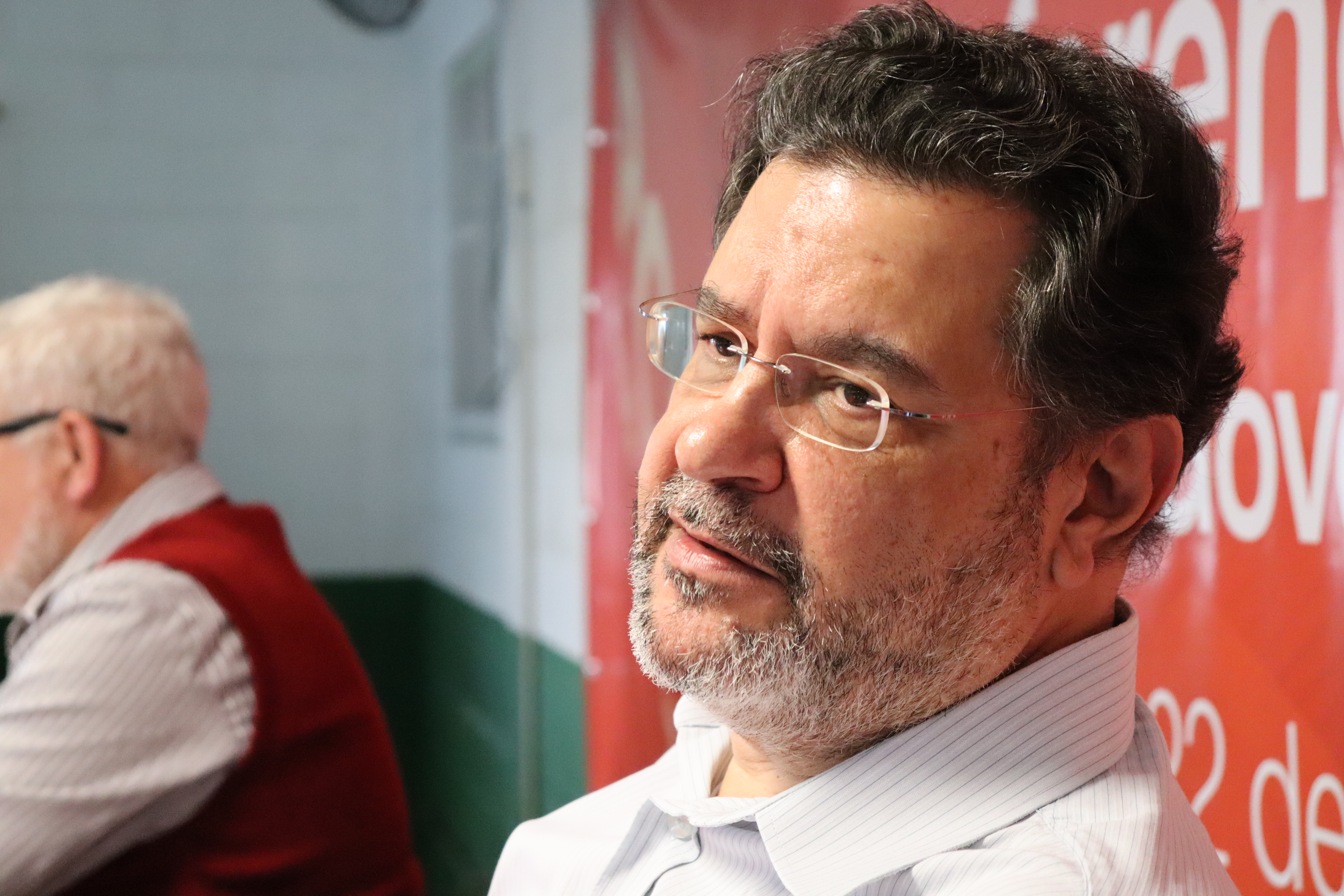
Jornalista Rui Costa Pimenta, presidente do PCO.

O partido alegava que a ação do TSE foi uma "aberração jurídica", pois o TSE se utilizou de uma deliberação de 2004, com efeito retroativo sobre o atraso da prestação de contas de 2002.
O protesto do PCO foi tirado do ar pois, segundo o TSE, houve um "desvirtuamento do programa veiculado pela agremiação, veiculando-se conteúdo aparentemente ofensivo e dissociado dos fins da propaganda eleitoral gratuita".
Em 2010, foi candidato pela segunda vez, tendo obtido 12.206 votos (0,01%).
Nas eleições municipais de 2012, o PCO participou apenas em 6 cidades em todo o país. Em Belo Horizonte, João Pessoa, Rio de Janeiro e São Paulo, o partido teve candidatos a prefeito e vice-prefeito. Em Teresina, junto somente com o PCB, formou a frente Esquerda Revolucionária, tendo uma candidatura para o cargo de vice-prefeito. O partido sempre teve como princípio não realizar coligações.
Em 2018, o partido decidiu apoiar de maneira crítica a candidatura do presidenciável do Partido dos Trabalhadores (PT), Luíz Inácio Lula da Silva. O partido, no entanto, recusou entrar na coligação por diferenças programáticas.

## Ideologia
O Partido da Causa Operária é conhecido por suas posições comunistas revolucionárias de extrema-esquerda, defendendo as ideologias de Karl Marx e Leon Trótsky.
| Assunto                                     | Posição |
| ------------------------------------------- | ------- |
| Desarmamento                                | Não     |
| Democracia                                  | Sim     |
| Descriminalização das drogas                | Sim     |
| Neoliberalismo                              | Não     |
| Revolução do proletariado                   | Sim     |
| Legalização do aborto                       | Sim     |
| Reforma agrária                             | Sim     |
| Privatização                                | Não     |
| Redução da maioridade penal                 | Não     |
| Impostos sobre igrejas e templos religiosos | Sim     |
| Nova Assembleia Constituinte                | Sim     |
| Voto Impresso                               | Sim     |
| Serviço Militar Obrigatório                 | Sim     |
| Pena de Morte                               | Não     |
| Prisão Perpétua                             | Não     |
| Eleições para o Judiciário                  | Sim     |
| Fim da Polícia Militar                      | Sim     |

#### Desarmamento
O Partido da Causa Operária é contra a política de desarmamento, sendo a favor da população armada para se defender, dizendo que a violência é estimulada pelo aparato "político-militar-judiciário". Além disso, o presidente do partido, Rui Costa Pimenta, afirma que:
| “ | Povo desarmado é um povo escravizado. Povo armado é um povo que controla o seu destino. [...] Restringir o direito ao porte de arma querendo atingir a direita não tem condições de funcionar. A restrição só afeta a população mais pobre. A direita têm condições de ter armas e se esquivar da infração. É dever da classe trabalhadora e dos movimentos sociais lutar para constituir verdadeiros agrupamentos de defesa dos direitos da população, que estará preparada para enfrentar a direita que já esta armada e preparada para a luta em defesa de seus interesses de classe. | ” |

#### Aborto
Diz o coletivo feminino do partido que "defende a legalização do aborto como parte dos direitos democráticos da população”. E ainda: “A moral e a religião não pertencem a essa discussão, a decisão sobre a continuidade ou não de uma gestação pertence à mulher". Rui Costa Pimenta afirma que a posição do partido é:
| “ | Garantir as condições para que a mulher trabalhadora possa ter os filhos que desejar, sendo os baixos salários e a pouca assistência os problemas para isso. Criminalizar o aborto é uma ideia cruel, me espanta religiosos colocarem pessoas na cadeia por isso. O aborto seguro deve ser feito pela rede pública. Assim, com melhores condições para a população, o aborto diminuiria." | ” |

#### Imperialismo
O Partido da Causa Operária acusa os Estados Unidos e a França de utilizarem a Amazônia para interferirem no Brasil, com a desculpa de "proteger a natureza".
O partido acusa o governo norte-americano, com a ajuda de Israel, de querer controlar o Irã e toda a região do Oriente Médio por causa do petróleo e poder econômico. O partido também expressa solidariedade a movimentos fundamentalistas islâmicos anti-imperialistas. Em 2021, o Partido da Causa Operária  celebrou o triunfo do Talibã na Guerra do Afeganistão, classificando-o como uma "vitória de todo povo oprimido".
No site da agremiação, constam textos em homenagem a Osama bin Laden, líder da Al-Qaeda, responsável pelos atentados terroristas de 11 de setembro de 2001. De acordo com o Partido da Causa Operária, bin Laden deve ser visto como um "grande exemplo de abnegação, de convicção, de disposição" na luta pela liberdade de seu povo.
Durante o conflito israelo-palestino de 2023, o Partido da Causa Operária expressou apoio ao grupo Hamas, além de o presidente do partido Rui Costa Pimenta ter se encontrado com o líder político da organização, Ismail Haniya O partido também manifestou-se pelo fim do Estado de Israel.

#### Legalização das drogas
O Partido da Causa Operária afirma que as ações de repressão policiais no Brasil tem como um dos principais pretexto as drogas, oprimindo as classes mais pobres. Rui Costa Pimenta disse ainda que:
| “ | É um crime como a prostituição, apenas um problema moral transformado em legislação. Nós consideramos que o problema do uso de drogas, ao contrário do que a ideologia conservadora procura apresentar, é um problema de cada um, não é um problema moral. | ” |

#### Neoliberalismo
O Partido da Causa Operária afirma que o neoliberalismo apresenta inúmeros problemas, principalmente para as classes mais pobres. Cita o Chile, que, antes um modelo, agora mostra seu outro lado com a crise do capitalismo. Rui Costa Pimenta diz que: 
| “ | No Chile essa política neoliberal sempre foi apontada como sendo uma política bem-sucedida. Quer dizer, a burguesia internacional apresentava o problema como sendo assim: ‘se você fizer uma reforma neoliberal radical, você consegue um equilíbrio na sociedade’. Nós estamos vendo agora que isso é um barril de pólvora e que simplesmente a população vive na corda bamba. Agora que a crise mundial capitalista se aprofundou um pouco, a coisa é totalmente insustentável. | ” |

Esses problemas do neoliberalismo inclusive culminaram em diversos protestos da população no Chile, com a população protestando contra a enorme alta do custo de vida, dos baixos salários e da qualidade precária do sistema de saúde.

#### Redução da maioridade penal
O Partido da Causa Operária é contra a redução da maioridade penal, afirmando que jovens pobres e negros é que serão penalizados com a medida, sofrendo mais violência e abuso nas cadeias, que já estão superlotadas. Além disso, serão mais pessoas recrutadas para facções criminosas, elevando dessa forma a violência e serão mais pessoas em condições precárias que o Estado não conseguirá dar conta.

#### Privatizações
O Partido da Causa Operária é contra as privatizações, alegando que desde a era Fernando Henrique, os custos dos serviços aumentaram com elas, além de atenderem somente a parte da população que dispõe de dinheiro para pagar os serviços. Segundo o partido, privatizações como a da Vale, além de serem vendidas por um valor muito menor que o que ela realmente vale, entrega boa parte das riquezas do país para a mão de poucos capitalistas, que visam somente o lucro, e não a qualidade do serviço prestado. Alegam ainda que o Estado "sucateia" as empresas para depois vendê-las, e a venda de empresas brasileiras como a Embraer servem somente para o monopólio do capital estrangeiro e a destruição da indústria nacional.

#### Forças armadas
Rui defende que as forças armadas devem garantir a soberania nacional, afirmando que o serviço militar deve ser obrigatório inclusive para mulheres, a fim de que a população saiba se defender, além de que os comandantes devem ser eleitos pela própria tropa. Ele, inclusive, considera que os militares também deveriam ter direito à greve e de se sindicalizar, ou seja, deveriam ter os mesmos direitos que qualquer outra pessoa possui, e que essa proibição favorece somente ao alto comando militar, que seria o setor que representa os interesses burgueses e dos grandes capitalistas nas forças armadas, e que detém o poder principalmente sobre os militares de baixa patente. Afirma que, dessa forma, se impediria a consolidação de uma dominação burocrática e ditatorial sobre as forças armadas, tornando-a mais democrática.

O partido afirma que o Brasil deve ter direito a um programa nuclear próprio, e que o almirante Othon Pinheiro da Silva, pai do programa nuclear brasileiro, foi preso injustamente pela operação Lava-Jato, e acusam ainda países como os EUA de sabotarem o programa nuclear nacional, se referindo ao Programa de Desenvolvimento de Submarino (Prosub) da Marinha do Brasil. Num trecho da nota, afirma:
| “ | Não ter tecnologia própria em uma área tão estratégica quanto a da energia nuclear colocava o País como refém dos interesses do imperialismo. Ter seu primeiro submarino nuclear e toda a infraestrutura para construir mais e ir além é algo intolerável. Ainda mais quando se trata de um projeto orçado em R$23 bilhões. | ” |

#### Frente Ampla
O Partido da Causa Operária é contra a chamada "Frente Ampla", afirmando que grupos como o "Somos 70 porcento" e o "Estamos Juntos" possuem adesão de pessoas como o ex-presidente Fernando Henrique, Luciano Huck e Reinaldo Azevedo, que foram a favor do impeachment da Dilma Rouseff em 2016, apoiaram a candidatura de Bolsonaro em 2018 e continuam a defender a sua permanência na presidência.
Isso seria então uma "armadilha" para a esquerda e iria contra o lema do "Fora Bolsonaro" defendido pelo partido. Uma reportagem afirma que o grupo "Estamos Juntos" foi fundado por Jorge Paulo Lemann, homem mais rico do Brasil, além de uma herdeira e uma das donas do Banco Itaú, que apoiou a eleição de Bolsonaro em 2018.

#### Identitarismo
O Partido da Causa Operária faz duras críticas ao chamado "identitarismo", afirmando que a luta do negro, das mulheres, dos grupos LGBTs e dos indígenas se afastou da luta popular e se transformou numa defesa e apoio disfarçado por grupos de esquerda ao imperialismo e ao capitalismo nacional e internacional. Um exemplo que é dado é a queima de estátua do bandeirante Borba Gato, em que a esquerda ao preocupar-se com a queima de estátuas, desvia do foco real, em que o negro é oprimido diariamente pelos governantes e pelo imperialismo.
Um trecho de uma matéria do Partido da Causa Operária diz: "a justificativa de que é apenas movimentos pequenos também não é uma justificativa, mas porque não há nenhuma reivindicação da população negra, pobre e indígena dizendo para a retirada das estátuas. Sequer existe um incômodo a sua existência. [...]é um movimento da classe média somente.[...]. Outro exemplo dado é o ingresso dos negros em grandes posições políticas e ONGs, mas que muito desses grupos são ligados a empresários e entidades estrangeiras que visam somente ampliar sua política neoliberal pelo mundo, a exemplo do IREE e a Ford Foundation.

#### Temas gerais
O Partido da Causa Operária, junto com Rui Costa Pimenta, realizou diversas manifestações e campanhas pelo Brasil com o lema "Fora Bolsonaro" e "Lula Presidente 2022", em que considerou o ex-presidente do Partido dos Trabalhadores (PT) como o único capaz de derrotar Jair Bolsonaro e o único com amplo apoio popular.
O Partido da Causa Operária é acusado por diversas fontes, incluindo outros partidos de esquerda (como Partido dos Trabalhadores e Partido Socialismo e Liberdade [PSOL]) e ex-integrantes, de ser uma seita e de ter comportamento de seita especialmente devido as acusações de um culto à personalidade interno a seu fundador Rui Costa Pimenta e sua família.

### Acusações de desrespeito aos direitos humanos
Por apoiarem o movimento Talibã, o Partido da Causa Operária e os seus apoiantes são acusados por movimentos de esquerda (principalmente movimentos pelos direitos das mulheres e movimentos LGBT) de desrespeitar os direitos humanos, pois afirmam que o partido defende um regime hostil às mulheres e outras minorias (como LGBTs e não-muçulmanos) e que menosprezam as vítimas fatais que tiveram seus direitos desrespeitados pelo Talibã.

### Ataques a outros ativistas de esquerda
Apesar de ser um partido de esquerda, o Partido da Causa Operária é notório pelos seus ataques contra feministas, ativistas dos direitos indígenas, ativistas do Movimento dos Trabalhadores Rurais sem Terra (MST), estudantes e membros de outros partidos de esquerda, que acusam o partido de truculência e de ter uma posição semelhante ao fascismo.

### Acusações de autoritarismo e nepotismo
Antigos militantes do partido acusam Rui Costa Pimenta de praticar nepotismo, afirmando que os seus três filhos conseguiram cargos no partido não por mérito próprio, mas porque eram seus filhos (o mais novo dos seus três filhos, Carlos Henrique Caproni Pimenta, foi nomeado para uma posição importante dentro do partido quando ainda era adolescente).

## Bloqueios de redes pelo Supremo Tribunal Federal
No dia 2 de junho de 2022, o ministro do Supremo Tribunal Federal (STF), Alexandre de Moraes, incluiu o Partido da Causa Operária no Inquérito das Fake News, dando cinco dias para a Polícia Civil ouvir o presidente da sigla, Rui Pimenta. O ocorrido aconteceu após o partido fazer uma série de acusações contra o Supremo Tribunal Federal, chamando Alexandre de Moraes de "skinhead de toga" e afirmar que ele estava preparando um golpe.
Alexandre afirma que há indícios que o partido estava usando dinheiro público para fins ilícitos, incluindo divulgação em massa a ataques a instituições democráticas e desrespeito a parâmetros constitucionais que protegem a liberdade de expressão. Foi determinado o bloqueio dos perfis do partido no Facebook, Instagram, Telegram, Twitter, Youtube e TikTok, porém o histórico de mensagens foi preservado. Não é a primeira vez que o Partido da Causa Operária entra em polêmicas com o Supremo Tribunal Federal. Em abril, o partido defendeu Daniel Silveira contra a decisão de prisão do tribunal, afirmando que o período máximo de prisão deveria ser apenas 9 anos, e Rui Pimenta afirmou que a instituição deveria ser extinta.
O ocorrido teve grande repercussão nas redes sociais, principalmente nas redes bolsonaristas. Em discurso para a Associação Comercial do Rio de Janeiro (ACRJ), o presidente Jair Bolsonaro defendeu o partido.
O Telegram recorreu à decisão, e caso não seja refeita, a plataforma afirma que o caso seja submetido à análise do plenário ou da Primeira Turma da Corte. A plataforma afirma que caso sejam constatadas as ilegalidades, apenas excluirá as mensagens ilegais, de acordo com o Marco Civil da Internet.

## Desempenho eleitoral

### Eleições presidenciais
| Ano  | Imagem            | Candidato(a) a Presidente | Candidato a Vice-Presidente | Coligação     | Votos          | Posição |
| ---- | ----------------- | ------------------------- | --------------------------- | ------------- | -------------- | ------- |
| 2002 | Rui Costa Pimenta | Rui Costa Pimenta (PCO)   | Pedro Paulo de Abreu (PCO)  | Sem coligação | 38.619 (0,04%) | 6ª      |
| 2010 | Rui Costa Pimenta | Rui Costa Pimenta (PCO)   | Edson Dorta Silva (PCO)     | Sem coligação | 12.206 (0,01%) | 9ª      |
| 2014 | Rui Costa Pimenta | Rui Costa Pimenta (PCO)   | Ricardo Machado (PCO)       | Sem coligação | 12.324 (0,01%) | 11ª     |